# MacGillivray Milne

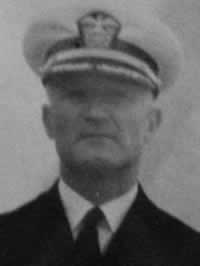
MacGillivray Milne

MacGillivray Milne (* 19. August 1882 in Gauley Bridge, Fayette County, West Virginia; † 26. Januar 1959 in Oakland, Kalifornien) war ein US-amerikanischer Marineoffizier. Zwischen 1936 und 1938 war er Militärgouverneur von Amerikanisch-Samoa.

## Werdegang
MacGillivray Milne absolvierte die United States Naval Academy in Annapolis (Maryland). In den folgenden Jahren diente er als Offizier in der United States Navy. Er nahm am Philippinisch-Amerikanischen Krieg sowie am Ersten und am Zweiten Weltkrieg teil. Zwischenzeitlich war er auch in der Verwaltung der Marineakademie in Annapolis tätig. Dort leitete er das Dezernat für moderne Sprachen. Im Jahr 1932 gehörte er einer amerikanischen Militärkommission an, die auf Einladung des Diktators Benito Mussolini Italien besuchte. 1934 war er Kapitän des Schlachtschiffes Arizona, das später beim Angriff der Japaner auf Pearl Harbor versenkt werden sollte. Noch im selben Jahr rammte er ein Fischerboot, wobei zwei Menschen ihr Leben verloren. Milne kam vor ein Marinegericht und wurde dort schuldig gesprochen, die Kollision verursacht zu haben. Er wurde in der Reihenfolge der Beförderungen zurückgesetzt. Zwar behielt er seinen Rang als Captain, verlor aber das Kommando auf der Arizona.
Zwischen dem 20. Januar 1936 und dem 3. Juni 1938 war Milne Gouverneur von Amerikanisch-Samoa. Dort löste er Otto Dowling bzw. den kommissarischen Übergangsgouverneur Thomas Benjamin Fitzpatrick ab. In dieser Zeit versuchte er sein Territorium zu modernisieren. Allerdings kam dafür kein Geld von der Bundesregierung. Milne diente auch noch während des Zweiten Weltkrieges in der Marine. Er starb am 26. Januar 1959 in einem Marinekrankenhaus in Oakland und wurde in Tenafly (New Jersey) beigesetzt.